# IBM NORC
Il NORC (Naval Ordnance Research Calculator) era un supercomputer elettronico della prima generazione basato su valvole termoioniche prodotto dalla IBM per la United States Navy Bureau of Ordnance. Il sistema entrò in servizio nel dicembre del 1954 e a quei tempi era il più potente computer del pianeta.
La macchina utilizzava delle valvole CRT o tubo Williams per memorizzare e gestire le 3600 parole della memoria con un tempo di accesso di 8 microsecondi. Ogni parola consiste in 16 cifre decimali utilizzanti quattro bit per ogni cifra più due per la verifica degli errori. Ogni parola può memorizzare 13 cifre con due indici o una istruzione. NORC utilizza un insieme di 66 valvole in parallelo come memoria. Ogni valvola memorizza un bit dei 66 memorizzati per ognuna delle 900 parole in modo che ognuno dei quattro insiemi di 66 tubi memorizzi 900 parole.
La velocità del NORC era di circa 15.000 operazioni per secondo. Una addizione richiedeva 15 microsecondi mentre una moltiplicazione richiedeva 31 microsecondi e una divisione 227 microsecondi senza contare il tempo necessario per accedere alla memoria. Il sistema era capace di eseguire operazioni in doppia precisione sebbene fossero usate raramente.
Il sistema principale era formato da 1982 componenti, ognuno composto da una o più valvole e della relativa elettronica. Il sistema era composto da 62 tipi diversi di valvole sebbene metà dei circuiti utilizzassero solo un tipo di valvole e l'80% dei circuiti utilizzassero solo 6 tipi di valvole. In totale il sistema era formato da 9.800 valvole e 10.000 diodi.
Il NORC aveva otto nastri magnetici che potevano leggere e scrivere fino a 71.500 caratteri al secondo. Il sistema era dotato di due stampanti in grado di stampare 150 linee per minuto, anche se poteva essere utilizzata solo una stampante alla volta. Aveva anche un lettore di card che poteva leggere 100 card al minuto, con quattro parole in ogni card.
Il computer fu presentato alla Marina statunitense il 2 dicembre 1954.  Alla cerimonia di presentazione, calcolò le prime 3089 cifre di pi greco, il che era un record per quel tempo.  Il calcolo durò solo 13 minuti. Nel 1955 il NORC venne spostato alla Naval Proving Ground a Dahlgren (Virginia).  Fu il migliore computer disponibile fino al 1958 quando vennero acquistati computer più moderni. Venne utilizzato fino al 1968. Il suo progetto influenzò l'IBM 701 e la serie IBM 700.
L'asteroide 1625 è stato chiamato The NORC.